# Чилийский национальный плебисцит (1988)
Чилийский национальный плебисцит 1988 года (исп. El plebiscito nacional de Chile de 1988) ― всенародное голосование, состоявшееся 5 октября 1988 года, по вопросу о том, может ли президент Республики Чили Аугусто Пиночет продлить своё правление ещё на восемь лет. Победу на голосовании одержали противники продления президентских полномочий: своё «нет» высказали почти 56 % участников плебисцита. По итогам референдума Пиночет был вынужден оставить пост президента в марте 1990 года, после более чем шестнадцати лет правления страной.
Тот факт, что диктаторский режим Пиночета с уважением воспринял результаты голосования, принято объяснять давлением со стороны крупного бизнеса и международного сообщества, а также наличием широких кругов противников продления сроков полномочий президента среди самых разных групп населения.

## Предыстория
Генерал чилийской армии Аугусто Пиночет пришёл к власти 11 сентября 1973 года в результате поддержанного США государственного переворота, в результате которого был свергнут избранный по демократической процедуре президент Сальвадор Альенде, деятель Социалистической партии Чили, пользовавшийся поддержкой КГБ. Альенде покончил с собой во время штурма президентского дворца в Сантьяго. Вечером того же дня была приведена к присяге военная хунта во главе с Пиночетом, генералом ВВС Густавом Ли, адмиралом ВМС Хосе Торибио Мерино и генеральным инспектором корпуса карабинеров Сезаром Мендосой. На следующий день четвёрка подготовила официальный акт, который приостанавливал действие Конституции 1925 года и работу Национального конгресса и объявил хунту органом верховной власти в стране. Пиночет был назначен новым президентом страны, хотя все четыре устно договорились сменяться на этой должности. Вскоре после этого хунта создала консультативный комитет, в котором Пиночету удалось собрать множество армейских офицеров, верных лично ему. Одной из их первых рекомендаций комитета был отказ от идеи чередующегося президентства. Офицеры утверждали, что это создаст слишком много административных проблем и приведёт к неразберихе. В марте 1974 года, через шесть месяцев после учреждения хунты, Пиночет обратился с нападками к руководству Христианско-демократической партии, заявив, что не было никакого установленного графика возвращения к гражданскому правлению.18 декабря 1974 года Пиночет был объявлен верховным лидером нации. После этой даты хунта функционировала строго как законодательный орган до возвращения страны к демократии в 1990 году.
24 сентября 1973 года хунта создала комиссию для разработки проекта новой конституции. К 5 октября 1978 года комиссия завершила свою работу. В течение следующих двух лет проект был изучен Государственным советом под председательством бывшего президента Хорхе Алессандри, и в июле 1980 года он представил документ Пиночету и хунте. 11 сентября 1980 года состоялся конституционный референдум, который некоторые наблюдатели считали «совершенно противозаконным» и откровенно «мошенническим». Так или иначе, по официальным данным новая конституция была одобрена 67 % голосов избирателей. Конституция, вступившая в силу 11 марта 1981 года, установила «переходный период» сроком на восемь лет, в течение которого исполнительную власть в стране будет продолжать осуществлять Пиночет, а законодательную ― хунта. До того, как этот период закончился, главнокомандующим вооруженными силами и генеральным инспектором карабинеров должен был быть предложен кандидат в президенты на следующий восьмилетний период. Кандидат должен был быть одобрен избирателями на национальном плебисците. 30 августа 1988 года Пиночет был объявлен кандидатом.
В последние годы диктатуры командующие ВМФ, ВВС и карабинерами отмежевались от Пиночета, выразив своё желание о том, чтобы в плебисците 1988 года было представлено гражданское лицо. Пиночет, однако, решил выдвинуть в качестве кандидата самого себя.

## Плебисцит

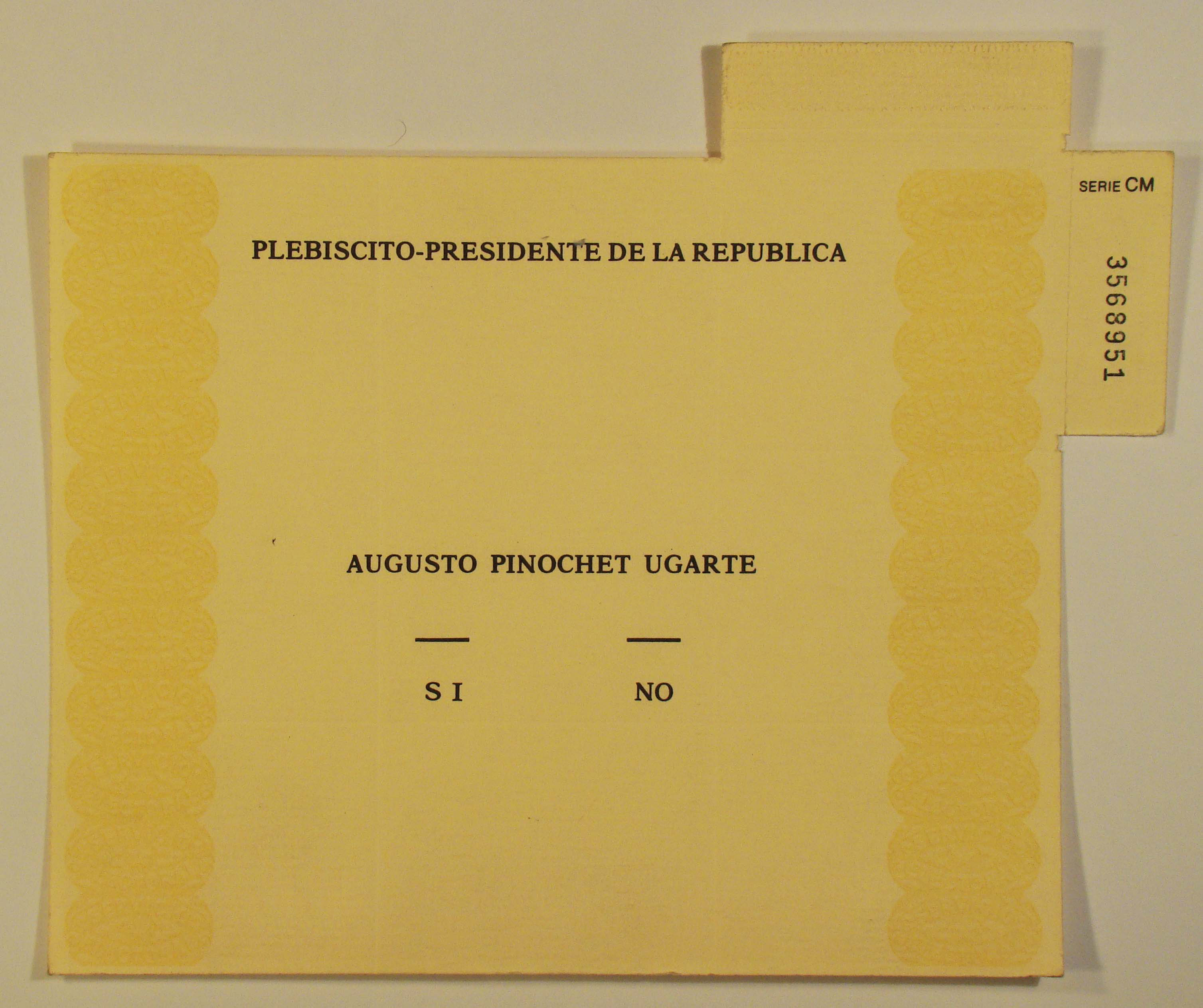
Фотография бюллетеня 1988 года

Плебисцит, как подробно изложено в Конституции 1980 года, предлагал избирателям два варианта:
- «Да». Предлагаемый кандидат утверждён. Пиночет вступает в должность 11 марта 1989 года с восьмилетним сроком полномочий, а парламентские выборы проводятся через девять месяцев после его присяги. Хунта продолжает осуществлять законодательную власть, пока вновь избранный Конгресс не начнёт заседания с 11 марта 1990 года.
- «Нет». Предлагаемый кандидат отклонён. Пиночет и хунта остаются у власти ещё на год. Президентские и парламентские выборы проводятся за три месяца до истечения срока полномочий Пиночета. Вновь избранный президент и конгресс вступают в свои полномочия 11 марта 1990 года.

## Позиции политических сил

### «Да»
- Демократическая партия Чили (Partido Democrático de Chile)
- Большой гражданский фронт Чили (Gran Frente Cívico de Chile)
- Независимый демократический союз (Unión Demócrata Independiente)
- Либерально-демократическая партия Чили (Partido Liberal Demócrata de Chile)
- Национальный прогресс (Avanzada Nacional)
- Национальная партия (Partido Nacional)
- Национальное обновление (Renovación Nacional)
- Национальный аванпост (Avanzada Nacional)
- Радикальная демократия (Democracia Radical)
- Социал-демократическая партия (Partido Socialdemócrata)
- Партия Юга (Partido del Sur)

### «Нет»
«Коалиция партий за НЕТ»:
- Христианско-демократическая партия (Partido Demócrata Cristiano)
- Христианские левые (Izquierda Cristiana)
- Коммунистическая партия Чили (Partido Comunista de Chile)
- Гуманистическая партия (Partido Humanista)
- Либеральная партия (Partido Liberal)
- Рабоче-крестьянское МАПУ (MAPU Obrero Campesino)
- Национально-демократическая партия (Partido Democrático Nacional)
- Национальная партия за «нет» (Partido Nacional por el NO)
- Партия за демократию (Partido por la Democracia)
- Народный социалистический союз (Unión Socialista Popular)
- Движение единого народного действия (Movimiento de Acción Popular Unitaria)
- Радикальная партия (Partido Radical)
- Революционное левое движение (Movimiento de Izquierda Revolucionaria)
- Социал-демократическая партия Чили (Partido Social Democracia de Chile)
- Демократическая социалистическая радикальная партия (Partido Radical Socialista Democrático)
- Социалистическая партия Чили (фракция Альмейда) (Partido Socialista-Almeyda)
- Социалистическая партия Чили (историческая фракция) (Partido Socialista-Histórico)
- Социалистическая партия Чили (фракция Мандужано) (Partido Socialista-Mandujano)
- Социалистическая партия Чили (фракция Нуньес) (Partido Socialista-Núñez)
- Зелёные (Los Verdes)

### Бойкот голосования
- Чилийская социалистическая партия (Partido Socialista Chileno); популистская партия, созданная сторонниками хунты для привлечения поддержки правящего режима, обладавшая ложным сходством с Социалистической партией[9].

## Общественная кампания

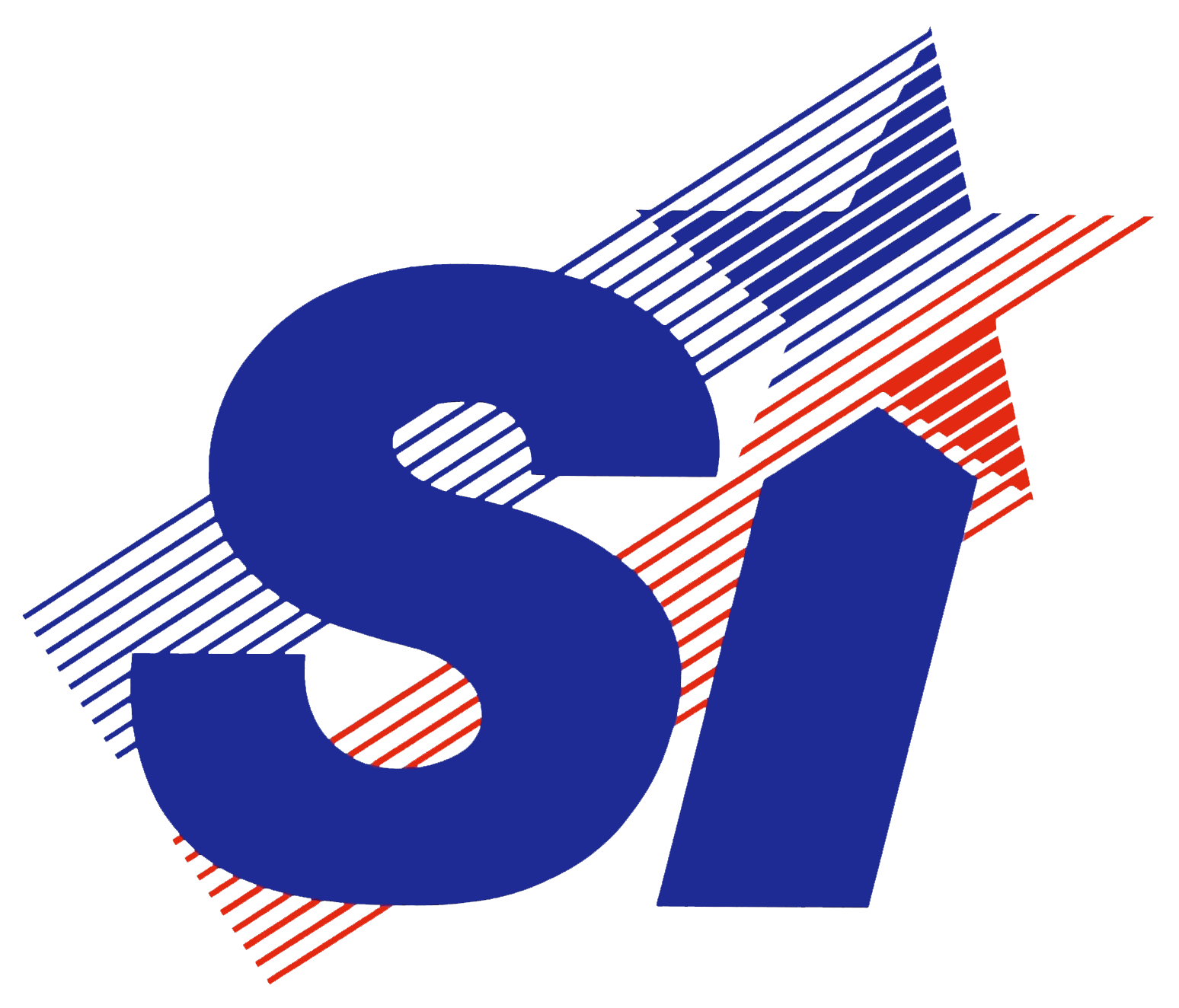
Символ кампании в поддержку Пиночета

Общественная кампания, наряду с процессом регистрации избирателей, рассматривается как один из ключевых факторов, который привели к победе партии «нет» на плебисците.
Впервые в истории Чили обеим партиям была гарантирована возможность ежедневно выступать по телевидению в течение 15 минут, хотя правящий режим выделял для себя прайм-тайм, а оппозиции доставались часы поздним вечером или рано утром. Впервые телевизионная агитация прошла 5 сентября в 11 часов вечера, всего за месяц до референдума. За короткое время рекламные ролики, подготовленные стороной «нет», стали лучше по качеству, несмотря на то, что сторона «да» вела более продуманную кампанию, разработанную аргентинским рекламным агентством при поддержке чилийских вооружённых сил. Министр внутренних дел Серхио Фернандес, один из главных координаторов проправительственной кампании, сказал:

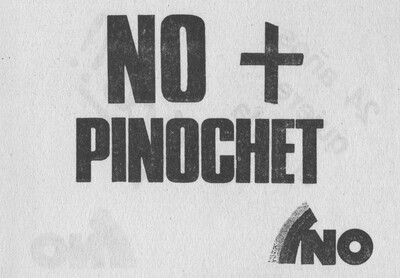
Агитационная брошюра «Нет Пиночету»

«Результаты [нашей кампании] были слабыми. После нескольких дней с начала гонки никто не мог не признавать очевидного технического превосходства кампании „нет“: она сопровождалась лучшей аргументацией, лучшим качеством съёмок, лучшим музыкальным сопровождением. Мелодия и слоган „La alegría ya viene“ (радость грядёт) как основные элементы агитации были столь броскими, что даже наши люди, ответственные за пиар кампании „за“, напевали её про себя во время своих мозговых штурмов».
Кампания «нет» использовала радугу в качестве основного символа с намерением обозначить плюралистичные взгляды оппозиции (у каждой партии в движении был свой цвет, изображённый на радуге) и, в то же время, отразить свою надежду на лучшую страну и более благополучное будущее. Их кампания, которой руководили американские и чилийские рекламные агенты, сочетала в себе как критику режима (включая свидетельства жертв пыток и родственников исчезнувших людей во времена репрессий диктатуры), так и оптимизм, подчёркивая, что вариант «нет» не означает возвращения к социалистической системе бывшего президента Сальвадора Альенде, но предполагает восстановление демократии. Эта идея была поддержана правыми лидерами, выступавшими против Пиночета. Был составлен популярный джингл с основным лозунгом кампании «Chile, la alegría ya viene» (Чили, радость грядёт). В предвыборных роликах снимались знаменитости Чили и других стран, такие как Патрисио Баньядос (известный журналист, которого хунта запретила показывать на телевидении), Стинг, Джейн Фонда, Ричард Дрейфус, Сара Монтьель, Роберт Блейк, Палома Сан-Базилио и Кристофер Рив. В одном агитационном материале была описана история женщины среднего возраста, описывавшей свой опыт похищения и пыток после переворота 1973 года, и выступавшей против режима; сразу за ней следовало выступление её сына Карлоса Кассели, одного из лучших футболистов Чили 1970-х и 1980-х годов и известного критика Пиночета. 

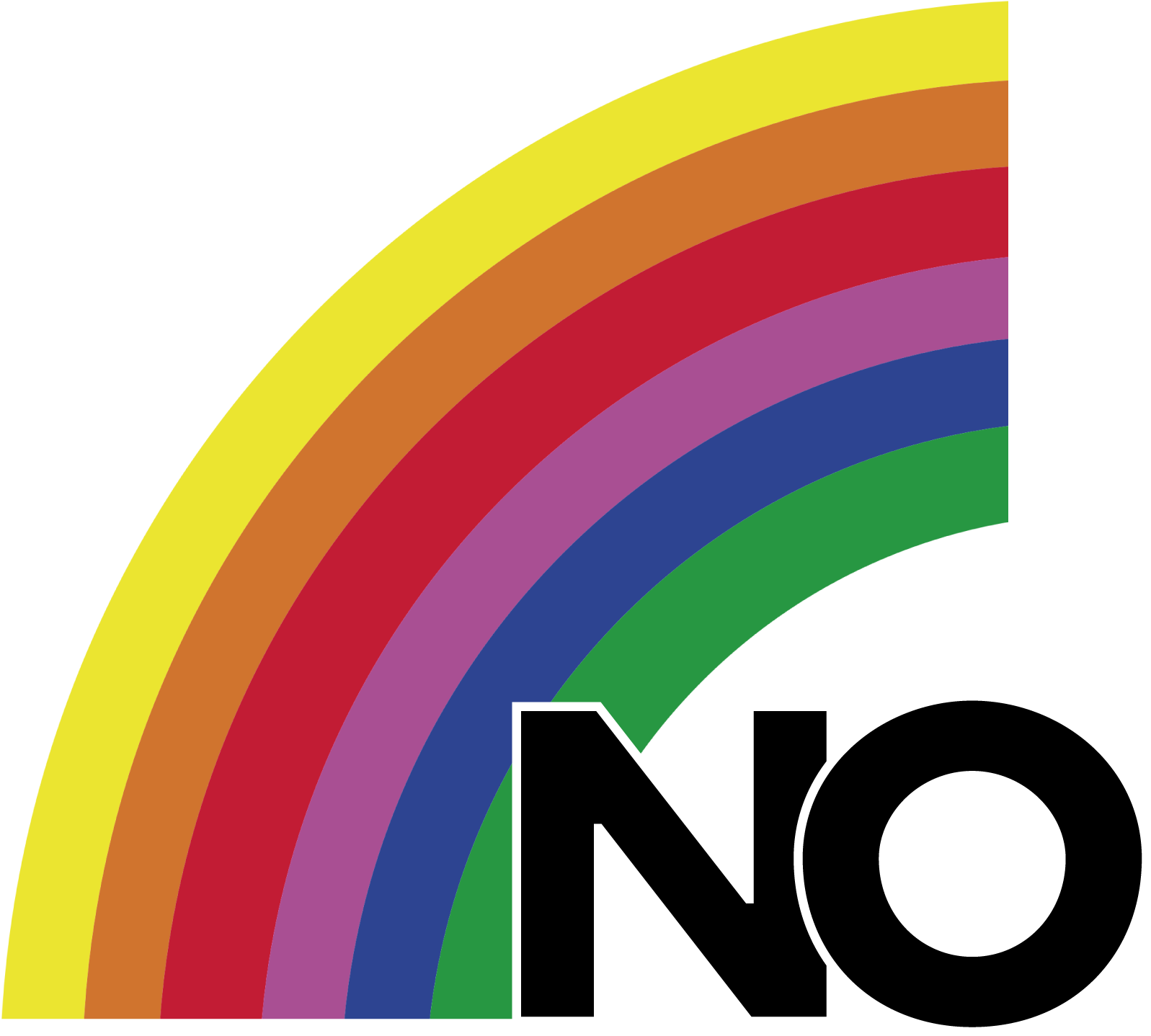
Главный логотип кампании «нет»: el arcoíris (радуга)

Кампания «да» преследовала две основные цели: посеять страх среди избирателей, напомнив им о хаосе в Чили в 1973 году и последовавшего за ним государственного переворота (на фоне чего выдвигались обвинения в адрес сторонников варианта «нет»), и, во-вторых, улучшить общий имидж Аугусто Пиночета, который среди широких кругов населения имел образ надменного диктатора. На телевизионных выпусках были представлены джинглы, тексты в поддержку хунты, и песни, которые были близки к распространению культа личности вокруг Пиночета, такие как основной гимн кампании ― «Horizonte esperanza» («Горизонт надежды»), народная песня «Rapa Nui» и «Iorana, Presidente» («Привет, президент»). На ранних этапах кампании акцент делался на экономических успехах правительства, но когда стало очевидно, что это не привлекало достаточного внимания зрителей, последовала стратегия, направленная на предвзятую критику агитации кампании «нет» и публикацию опросов, которые демонстрировали массовую поддержку Пиночета. Новый взгляд на проправительственную программу, начиная с трансляции 18 сентября, являл собой пародию на программу «нет». Эрнан Серрано, главный ведущий роликов, освещал те же темы с привлечением своих свидетельств и своей аргументации: например, называл пострадавших от диктатуры специально подобранными актёрами.
Обе стороны призвали к массовым акциям: 22 сентября сторона «нет» начала Марш радости (Marcha de la alegría), который продлился 10 дней и к которому присоединились сторонники их самых северных и самых южных городов Чили, которые шли в Сантьяго. Эти митинги часто останавливались карабинерами или тайной полицией под предлогом возможных нападений или вовсе без объявления причины, а демонстранты подвергались нападениям со стороны вооруженных сторонников правительства, в то время как полиция бездействовала. 2 октября кампания «да» призвала к огромному митингу в центре Сантьяго. Средства массовой информации, близкие к кампании «да», старались освещать их в таком ключе, чтобы создавалось впечатление о том, что противников Пиночета было меньше, чем сторонников.

## Электорат
В голосовании имели право принять участие все лица в возрасте восемнадцати лет и старше, которые были гражданами Чили или иностранцами, которые законно проживали в Чили не менее пяти лет. Только те, кто был зарегистрирован в списке избирателей, могли голосовать, но регистрация не была обязательной. Голосование для граждан Чили, зарегистрированных в списках избирателей, однако, было обязательным.

## Результаты
| Да/нет                         | Голоса    | %            | Результат             |
| ------------------------------ | --------- | ------------ | --------------------- |
| Да                             | 3,119,110 | 44,01        |                       |
| Нет                            | 3,967,579 | 55,99        | Предложение отклонено |
| Действительные бюллетени       | 7,086,689 | 100,00       |                       |
| Недействительные бюллетени     | 94,594    | 1,30         |                       |
| Пустые бюллетени               | 70,660    | 0,97         |                       |
| Всего голосов                  | 7,251,943 | 100,00       |                       |
| Зарегистрированные избиратели  | 7,429,404 | Явка 97,61 % | Явка 97,61 %          |
| Число обладателей права голоса | 8,193,683 | Явка 88,51 % | Явка 88,51 %          |

### Результат по регионам
| Область          | Область           | «Да»      | %     | «Нет»     | %     |
| ---------------- | ----------------- | --------- | ----- | --------- | ----- |
| I                | Тарапака          | 75,849    | 44,71 | 93,800    | 55,29 |
| II               | Антофагаста       | 84,259    | 39,32 | 130,052   | 60,68 |
| III              | Атакама           | 49,400    | 43,84 | 63,293    | 56,16 |
| IV               | Кокимбо           | 114,250   | 46,02 | 133,997   | 53,98 |
| В                | Вальпараисо       | 324,058   | 42,69 | 434,997   | 57,31 |
| VI               | О’Хиггинс         | 164,430   | 44,08 | 208,574   | 55,92 |
| VII              | Мауле             | 220,742   | 48,83 | 231,348   | 51,17 |
| VIII             | Био-Био           | 409,513   | 44,71 | 506,513   | 55,29 |
| IX               | Араукания         | 220,090   | 54,05 | 187,071   | 45,95 |
| X                | Лос-Лагос         | 242,457   | 50,15 | 240,984   | 49,85 |
| XI               | Айсен             | 19,238    | 49,99 | 19,245    | 50,01 |
| XII              | Магельянес        | 35,549    | 42,36 | 48,372    | 57,64 |
| RM               | Столичная область | 1,159,275 | 40,98 | 1,669,333 | 59,02 |
| Всего: 7,086,689 | Всего: 7,086,689  | 3,119,110 | 44,01 | 3,967,579 | 55,99 |

## Итоги
После своего поражения на выборах Пиночет созвал собрание хунты в Ла-Монеде, на котором он попросил предоставить ему чрезвычайные полномочия, которые, по словам диктатора, он смог бы использовать для того, чтобы военные смогли занять столицу. Генерал Фернандо Маттеи отказался, заявив, что он не согласится на это ни при каких обстоятельствах. Маттеи позже стал первым членом хунты, публично признавшим, что Пиночет проиграл плебисцит.
Пиночет и оппозиционные силы согласились пересмотреть Конституцию 1980 года. 54 предложенные поправки были одобрены 91 % голосов избирателей на референдуме 30 июля 1989 года. Президентские и парламентские выборы состоялись, как и было запланировано, 14 декабря 1989 года. Победу на них одержал кандидат от оппозиции, христианский демократ Патрисио Эйлвин, набравший 55 % голосов и вступивший в должность 11 марта 1990 года. Вновь избранный Конгресс был приведён к присяге в тот же день.
Другие члены хунты, которые предлагали баллотироваться на пост президента гражданскому лицу, расценили результат как личное поражение Пиночета.

## В популярной культуре
В фильме 2012 года «Нет» представлен наполовину художественный рассказ о телевизионной кампании «нет». Это был первый чилийский фильм, номинированный на премию «Оскар» за лучший фильм на иностранном языке на 85-м выпуске премии Академии.